# گت‌کلا
گت کلا، روستایی است از توابع بخش لواسانات شهرستان تهران در استان تهران ایران.
در صدوپنجاه کیلومتری شمال شرقی شهرستان تهران منطقه میان بند در ارتفاع ۱۵۳۰ متری از سطح دریا روستایی ییلاقی به نام گت کلا قرار دارد که از نظر آب و هوا و چشم‌انداز از دیگر روستاهای منطقه برتری دارد. روستای گت کلا به نقل و قول سینه به سینه از نیاکان، یکی از قدیمی‌ترین، بزرگ‌ترین و پیشرفته‌ترین روستاهای منطقه بوده که سنگ‌فرش در غرب مسیر راه ششمیر و بازارنک (به معنی بازار کوچک) در شرق مؤید این حقیقت می‌باشد. گت کلا قدمت چند هراز ساله دارد.
گت کلا از دو جزء گت (بزرگ) + کلا (آبادی) به معنی آبادی بزرگ مشتق شده است. بی شک به دلیل راه طولانی و ارتفاع آن از سطح دریا و همچنین سختی ایاب و ذهاب، حمل آذوقه، زندگی را برای اهالی مشکل می‌نمود که به تدریج مهاجرت از روستا به سمت شهرها شروع شده و رفته رفته ساکنین گت کلا تحلیل رفته است. قابل ذکر می‌باشد که عده ای به دلیل دامدار بودن و شرایط زندگی در روستا به صورت ساکن و دایم ماندگار شدند تا اینکه چند طایفه به نام‌های سیف علی گت (صفرزاده) نقی گت (باقی پور)، آقاعلی گت (صفرنیا)، شریفا گت (بابازاده)، حسین گت (کاظمی)، اسدالله گت (سیف علی‌زاده) و تنی چند از طایفه‌های دیگر حدوداً در سال ۱۳۰۰ هـ. ش در گت کلا ساکن و به زندگی خویش ادامه می‌دادند. فرزندان و نوادگان طایفه‌های یاد شده و… به دلیل افزایش جمعیت وعدم شرایط مناسب شغلی اکثراً به شهرها مهاجرت و هریک به پیشه و کسب و کاری مشغول شدند. حدوداً از دهه ۱۳۶۰ به دلیل احداث جاده و وجود دیگر امکانات رفاهی، سکونت خوش نشینی در روستای گت کلا رونق گرفته است.

## مسیر
برای رسیدن به گت‌کلا از راه اصلی و ماشین‌رو، باید ابتدا در جاده هراز، و درحدود ۱۲۵ کیلومتری تهران به سمت منطقه چلاو تهران حرکت کرد.

## زبان
مردم گت کلا از قومیت طبری هستند که ریشه آن به قوم تپور و قوم تپوری می‌رسد. مردم گت کلا به زبان طبری (مازندرانی) و گویش مازنی سخن می‌گویند.گویش محلی گت کلا، از نظر حوزه زبانی، متعلق به شاخه شمال غربی زبان‌های ایرانی نو و زیرگروه گویش‌های کرانه دریای مازندران و زیرمجموعه زبان مازندرانی و گویش طبری است. یکی از مشخصه‌های اصلی ساخت‌آوایی آن نبود صامت /ž/ و وجود مصوّتِ /Ə/ به جای /e/است، که مانند یک واجگونه بعد از همزه و در واژه‌های عربی به کار می‌رود. در این گویش، گذشته نقلی و بعید متعدی و لازم با فعل کمکی «دار-/داشت-» ساخته می‌شود؛ مثلاً: بخردارمه ba-xƏrd-dār-mƏ (خورده‌ام)، و بخرداشتمه ba-xƏrd-dāšt-Ə-mƏ (خورده بودم).

## جمعیت
این روستا در دهستان چلاو قرار داشته و براساس آخرین سرشماری مرکز آمار ایران که در سال ۱۳۸۵ صورت گرفته، جمعیت آن ۴۴ نفر (۹ خانوار) بوده است. مردم گت کلا از قومیت طبری هستند که ریشه آن به قوم تپوری می‌رسد. مردم گت کلا به زبان طبری (مازندرانی) و گویش طبری سخن می‌گویند.

## طوایف طبری
طوایف طبری‌تبار گت کلا شامل باقی پور، بابازاده، سیف علیزاده، صفرنیا، صفرزاده، الله قلی نسب، کاظمی پور، گل زاده، علی نسب، شعبانی، متولی و روان بد می‌باشد.